# Mari Kalkun
Mari Kalkun (née le 1er avril 1986) est une autrice-compositrice-interprète estonienne.

## Biographie
Kalkun est originaire du comté de Võru, où elle vit dans une maison construite par ses arrière-grands-parents.
De 2005 à 2009, elle étudie l'organisation culturelle avec une spécialisation en musique à l'Académie de la culture de Viljandi de l'université de Tartu. En 2013, elle est diplômée avec distinction du programme de maîtrise conjoint de l'Académie estonienne de musique et de théâtre et de l'Académie de la culture de Viljandi de l'université de Tartu, avec spécialisation dans la musique traditionnelle. Pendant l'année 2012-2013, elle étudie le chant dans le cadre d'un échange au département de musique traditionnelle de l'Académie Sibelius, où elle interprète également un concerto de maîtrise.
Les mélodies et les paysages sonores spatiaux de Mari Kalkun s'inspirent de la poésie et de la nature estoniennes, des chants traditionnels des Estoniens et des Võros et de la vie elle-même. Elle utilise le kannel, l'accordéon, la guitare, le piano pour créer de la musique. Son chant est une voix puissante et nuancée. Une place importante dans son travail est l'improvisation et l'expérimentation des sons.
Mari Kalkun sort des albums, également publiés dans d'autres régions d'Europe et au Japon. Sa carrière musicale commence avec l'album éponyme Üü tulõk (2007). En 2012, Mari Kalkun crée son propre groupe international appelé Mari Kalkun & Runorun à Helsinki. L'album du groupe Tii ilo est nommé pour des prix de musique en Estonie et en Finlande.
Mari Kalkun donne ses concerts dans la plupart des pays européens, à New York et Washington et six tournées au Japon. En 2018, son album solo Ilmätsan est choisi par The Guardian comme l'un des dix meilleurs albums de musique du monde de l'année.
Mari Kalkun contribue pour Klassikaraadio et la BBC. Elle participe à des projets musicaux internationaux, par exemple en tant que soliste avec l'Orchestre symphonique national de Lettonie et le Chœur national de Lettonie et le Chœur de chambre philharmonique estonien pour la production musicale Suidsusannasümfoonia. Elle collabore avec des musiciens tels que Nathan Riki Thomson, Maija Kauhanen (fi), Anne-Mari Kivimäki, Pekko Käppi (fi), le rappeur sami Áilu Valle (fi), Tova Andrei Mongguš, Tomoya Nakai (fi)... La musique de Mari Kalkun est mise en scène pour des chœurs et des orchestres et interprétée lors de soirées de danse et de chant pour la jeunesse.

## Discographie
Albums
- Üü tulõk (Õunaviks, 2007)
- Vihmakõnõ (Õunaviks, 2010)
- Upa-upa ubinakõnõ (Võru Instituut, 2015)
- Tii ilo (Rockadillo Records, 2015)
- Ilmamõtsan (Nordic Notes, 2017)
- Õunaaia album (Aigu Om Records, 2020)
- Stoonia Lood (Real World Records, 2023)

## Distinctions
- 2020 : Musicien estonien de l'année[9].